# Окас, Эвальд Карлович
Эвальд Карлович Окас (эст. Evald Okas; 15 (28) ноября 1915 года, Ревель, Российская империя — 30 апреля 2011, Таллин, Эстония) — советский и эстонский художник-живописец, график, педагог. Народный художник СССР (1963), Герой Социалистического Труда (1985).

## Биография
Родился 15 (28) ноября 1915 года в Ревеле (ныне Таллин, Эстония)
В 1931—1937 годах учился в Государственном художественно-промышленном училище в Таллине. В 1941 году окончил Государственную школу прикладных искусств им. Я. Коорта (ныне Эстонская академия художеств) в Таллине у И. Греенберга, А. Янсена, В. Меллика.
В годы войны, в составе Советской армии был членом коллектива эстонских художников в Ярославле.
В 1944—1993 годах преподавал в Таллинском государственном институте прикладных искусств Эстонской ССР (с 1951 — Государственный институт художеств Эстонской ССР, ныне Эстонская академия художеств) (с 1954 — профессор).
Автор тематических композиций, индустриальных пейзажей и портретов, работал также в области монументальной живописи и декоративно-прикладного искусства. Иллюстрировал эстонский народный эпос и произведения эстонской художественной литературы. Для его творчества характерны: острота типизации, драматизм повествования, динамика композиционных и фактурных приёмов.
Основные произведения: «Война в Махтра» (1958, Исторический музей Эстонской ССР, Таллин), «Горящий „Тигр“» (1973, Художественный музей Эстонской ССР, Таллин), серия «Сланцевая промышленность Эстонской ССР» (акватинта, 1959), «В. И. Ленин» (сухая игла, акватинта, 1964 и 1969).
Действительный член Академии художеств СССР (1975).
Член-учредитель Союза художников Эстонской ССР (1943). Почётный член Ленинградского общества экслибрисов и графики (1972).
Депутат Верховного Совета СССР 9-10 созывов (1975—1984). Депутат Верховного Совета Эстонской ССР (1963—1971), член Президиума Верховного Совета Эстонской ССР (1970).
Вошёл в составленный в 1999 году по результатам письменного и онлайн-голосования список 100 великих деятелей Эстонии XX века.
Умер 30 апреля 2011 года в Таллине; похоронен на Лесном кладбище.

### Семья
- Сын — Юри Окас (р. 1950), архитектор, художник[2].

## Награды и звания
- Герой Социалистического Труда (1985)
- Заслуженный деятель искусств Эстонской ССР (1957)
- Народный художник Эстонской ССР (1960)
- Народный художник СССР (1963)
- Государственная премия Эстонской ССР:
  - 1947 — за творческую деятельность в годы Великой Отечественной войны
  - 1949 — за плафон «Эстония» в Государственном театре оперы и балета Эстонской ССР в Таллине (1948), выполненный совместно с Р. Сагритсом и Э. Китсом
  - 1950 — за художественное оформление хрустальной вазы
  - 1959 — за картину «Освобождение Эстонии от фашистских оккупантов» и графические серии, посвященные поездкам в Бельгию и Голландию
  - 1965 — за графические серии «Ленин» (1965), «Итальянские впечатления» (1961), «Париж», «Индустриальные пейзажи» (1961) и картины «Японская деревня», «Старая женщина из Хиросимы»
  - 1979 — за цикл «Город и художник» (1979)
- Два ордена Ленина (1965, 1985)
- Орден Октябрьской Революции (1975)
- Орден Трудового Красного Знамени (1956)
- Орден Белой звезды 3 класса (Эстония, 2006)
- Медаль «За трудовую доблесть» (1950)
- Медаль «Ветеран труда»
- Медаль «В ознаменование 100-летия со дня рождения Владимира Ильича Ленина»
- Почётный академик Флорентийской Академии изящных искусств (1963)
- Премия 4-й Международной выставки графики в Любляне (1961) — за графический лист «Газовый завод» (1959) из серии «Сланцевая промышленность Эстонской ССР»
- Серебряная медаль АХ СССР (1962) — за серии литографий «Калевипоэг» (1961) и путевые заметки по Италии (1961), а также гравюру «Строительство цементного завода» (1961)
- Большая серебряная медаль (1962) — за участие в художественной выставке ВДНХ СССР
- Серебряная медаль им. М. Б. Грекова (1973) — за творческую работу на тему Великой Отечественной войны и за иллюстрации к произведениям М. А. Шолохова (1945—1973)
- Премия имени К. Рауда (1985) — за картины «Строительство завода» (1979), «Разгром» (1979), «1940 год в Эстонии» (1980), «Художники» (1981), «Наши дети» (1984)[3]
- Премия Национального фонда культуры Эстонии (2000) — за жизненные заслуги
- Почётный гражданин Хаапсалу (2006).

## Память
- В 2003 году в Хаапсалу открыт музей творчества Э. Окаса.